# Красивка (Воронежская область)
Красивка — деревня в Терновском районе Воронежской области России. Входит в состав Народненского сельского поселения.

## География
Деревня находится в северо-восточной части Воронежской области, в лесостепной зоне, в пределах Окско-Донской равнины, к западу от реки Карачан, на расстоянии примерно 10 км (по прямой) к юго-юго-востоку (SSE) от села Терновка, административного центра района. Абсолютная высота — 154 м над уровнем моря.
Часовой пояс
Деревня Красивка, как и вся Воронежская область, находится в часовой зоне МСК (московское время). Смещение применяемого времени относительно UTC составляет +3:00.

## История
До 2014 года деревня входила в состав упразднённого Поповского сельского поселения.

## Население
| 2010 |
| ---- |
| 7    |

Гендерный состав
По данным Всероссийской переписи населения 2010 года, в гендерной структуре населения мужчины составляли 71,4 %, женщины — соответственно 28,6 %.
Национальный состав
Согласно результатам переписи 2002 года, в национальной структуре населения русские составляли 90 %.